# Kremlin Cup 2012
Kremlin Cup 2012 er en tennisturnering på WTA Tour 2012 og ATP Tour 2012. Turneringen er den 23. udgave af Kremlin Cup. Turneringen vil blive spillet på det Olympiske stadion i Moskva, Rusland, fra 13. oktober til den 21. oktober, 2012.

## Lodtrækning

### Herrer

#### Seedning
| Land | Spiller             | Rank1 | Seedning |
| ---- | ------------------- | ----- | -------- |
| UKR  | Alexandr Dolgopolov | 20    | 1        |
| ITA  | Andreas Seppi       | 26    | 2        |
| SRB  | Viktor Troicki      | 32    | 3        |
| BRA  | Thomaz Bellucci     | 39    | 4        |
| RUS  | Nikolay Davydenko   | 42    | 5        |
| UZB  | Denis Istomin       | 44    | 6        |
| ARG  | Carlos Berlocq      | 49    | 7        |
| JPN  | Tatsuma Ito         | 65    | 8        |

- Seedningen er baseret på rangering den 8. oktober, 2012[1]

#### Anden adgange
Følgende spiller modtog et Wildcard til singleturneringen:
- Evgeny Donskoy

- Teymuraz Gabashvili

- Andrey Kuznetsov

Følgende spiller kvalificerede sig via kvalifikationsturneringen:
- Evgeny Korolev

- Konstantin Kravchuk

- Édouard Roger-Vasselin

- Michael Berrer

#### Spiller der træk sig
- Tobias Kamke

- Mikhail Kukushkin

- Lu Yen-hsun

### Damer

#### Seedning
| Land | Spiller            | Rank1 | Seed |
| ---- | ------------------ | ----- | ---- |
| AUS  | Samantha Stosur    | 9     | 1    |
| FRA  | Marion Bartoli     | 10    | 2    |
| DEN  | Caroline Wozniacki | 11    | 3    |
| SRB  | Ana Ivanović       | 12    | 4    |
| SVK  | Dominika Cibulková | 13    | 5    |
| RUS  | Nadia Petrova      | 14    | 6    |
| RUS  | Maria Kirilenko    | 16    | 7    |
| CZE  | Lucie Šafářová     | 18    | 8    |

- Seedningen er baseret på rangering den 8. oktober, 2012[2]

#### Anden adgang
Følgende spiller modtog et Wildcard til singleturneringen::
- Margarita Gasparyan

- Elena Vesnina

- Caroline Wozniacki

Følgende spiller kvalificerede sig via kvalifikationsturneringen:
- Vesna Dolonc

- Anastasia Rodionova

- Valeria Solovieva

- Elina Svitolina

#### Spiller som træk sig
- Marina Erakovic

- Sara Errani (skade)

- Kaia Kanepi

- Aleksandra Wozniak

### Damedouble

#### Seedning
| Land | Spiller                | Land | Spiller            | Rank1 | Seed |
| ---- | ---------------------- | ---- | ------------------ | ----- | ---- |
| RUS  | Ekaterina Makarova     | RUS  | Elena Vesnina      | 18    | 1    |
| RUS  | Maria Kirilenko        | RUS  | Nadia Petrova      | 18    | 2    |
| ESP  | Nuria Llagostera Vives | IND  | Sania Mirza        | 22    | 3    |
| KAZ  | Yaroslava Shvedova     | SLO  | Katarina Srebotnik | 31    | 4    |

- 1 Ranking pr. 8. oktober, 2012

#### Anden adgang
Spillere der modtog et wildcard:
- Anastasia Frolova /  Margarita Gasparyan

## Finalerne

### Herresingle
- Andreas Seppi -  Thomaz Bellucci , 3–6, 7–6(7–3), 6–3

### Damesingle
- Caroline Wozniacki -  Samantha Stosur, 6–2, 4–6, 7–5

### Herredouble
- František Čermák /  Michal Mertiňák def.  Simone Bolelli /  Daniele Bracciali, 7-5, 6-3